# Karolina Piastówna
Karolina, niem. Charlotte von Liegnitz-Brieg-Wohlau (ur. 2 grudnia 1652 w Brzegu, zm. 24 grudnia 1707 we Wrocławiu) – księżniczka legnicko-brzesko-oławska, ostatnia z dynastii Piastów. Najstarsza córka księcia legnicko-brzeskiego Chrystiana i księżniczki anhalckiej Ludwiki z dynastii askańskiej.

## Młodość
Karolina – najstarsza córka Chrystiana legnickiego i Ludwiki anhalckiej – urodziła się 2 grudnia 1652 na zamku w Brzegu. Rodzice nadali jej imię, którym nikt poza nią w dynastii Piastów nie został wcześniej ani później obdarzony. Jej chrzest odbył się 1 stycznia 1653. Ojcem chrzestnym miał być senior dynastii Jerzy Rudolf, jednakże już w czasie jej narodzin był on na tyle poważnie chory (zmarł 14 stycznia 1653), że na uroczystości musiał go zastąpić stryj Karoliny, Ludwik IV.
W czasie swej młodości Karolina była świadkiem samodzielnych rządów ojca. W 1653 po śmierci Jerzego Rudolfa współrządzący księstwem brzeskim Jerzy III, Ludwik IV i Chrystian odziedziczyli po nim księstwo legnickie, a następnie podzielili między sobą całą dzielnicę. Najmłodszemu, Chrystianowi, przypadła najbardziej uboga część księstwa, mianowicie księstwo wołowskie z Oławą. Jednakże w 1664 po zgonach starszych braci ojciec Karoliny zjednoczył pod swym panowaniem całość ziem księstwa legnicko-brzeskiego. Rządził nim do 1672, kiedy zmarł, pozostawiając je jedynemu żyjącemu synowi, Jerzemu Wilhelmowi.
Rodzice Piastówny zapewnili jej gruntowne wykształcenie i wychowanie w duchu surowego kalwinizmu.

## Małżeństwo
Kilka miesięcy po śmierci ojca Karolina poślubiła ks. Fryderyka ze Szlezwiku-Holsztyna-Sondenburga-Wiesenburga z bocznej linii dynastii Oldenburgów (jego prapradziadkiem był król Danii Chrystian III). Małżonek Piastówny wywodził się z katolickiej rodziny. Służył w armii cesarskiej jako pułkownik kirasjerów a od 1689 feldmarszałek. Księżniczka legnicka poznała go prawdopodobnie za pośrednictwem jezuitów, będących w otoczeniu jej matki. Powodowana miłością, nie zaś względami dynastycznymi, przyjęła wyznanie katolickie i 14 lipca 1672 potajemnie poślubiła swego wybranka, zaś 3 maja 1673 młodzi dynaści wzięli oficjalny ślub. 12 stycznia 1674 urodził się ich jedyny potomek, Leopold. Jednakże małżeństwo okazało się nieudane i w sierpniu 1680 za przyzwoleniem cesarza Leopolda I doszło do separacji małżonków. Zgodnie z układem separacyjnym syn Leopold pozostał przy ojcu.

## Śmierć Jerzego Wilhelma i ostatnie lata życia
21 listopada 1675 zmarł brat Karoliny, ostatni książę legnicko-brzeski z dynastii Piastów Jerzy Wilhelm. Księżniczka spróbowała przejąć po nim władzę w księstwie. Jednakże cesarz Leopold I, pomimo wyznawania przez nią katolicyzmu, sprzeciwił się tym planom. Jedynie postanowieniem z 14 września 1680 zapisał jej dożywotnią roczną pensję w wysokości 6000 talarów (w późniejszym czasie monarcha dołożył do niej jeszcze 4000 talarów).
Karolina zamieszkała w domu książąt legnickich przy ul. Szewskiej we Wrocławiu. Żyła w samotności, prowadząc pobożne życie i oddając się działalności dobroczynnej. Początkowo pojawiły się projekty wydania jej za mąż za Jakuba Ludwika Sobieskiego, który władał z nadania cesarza Oławą, jednak właśnie z powodu sprzeciwu cesarza do ślubu nie doszło.

## Śmierć
Karolina zmarła 24 grudnia 1707 we Wrocławiu. Była ostatnią Piastówną. Za sprawą syna Leopolda, jej serce złożono w srebrnej urnie w tamtejszym kościele św. Klary (w kaplicy św. Jadwigi). Natomiast ciało spoczęło w klasztorze cysterek w Trzebnicy. Stało się to wbrew woli jej matki, która przygotowała dla niej miejsce pochówku w legnickim mauzoleum, zwanym Piasteum. To miejsce z pełnopostaciowym posągiem księżniczki pozostało puste.

## Genealogia
| Jan Chrystian brzeski ur. 28 VIII 1591 zm. 25 XII 1639 | Jan Chrystian brzeski ur. 28 VIII 1591 zm. 25 XII 1639 |                                                 |                                                 | Dorota Sybilla Hohenzollern 1) ur. 9 X 1590 zm. 9 III 1625 | Dorota Sybilla Hohenzollern 1) ur. 9 X 1590 zm. 9 III 1625 |  |  | Jan Kazimierz Askański ur. 7 XII 1596 zm. 15 IX 1660 | Jan Kazimierz Askański ur. 7 XII 1596 zm. 15 IX 1660 |                                                |                                                | Agnieszka Heska ur. 13/14 V 1606 zm. 28 V 1650 | Agnieszka Heska ur. 13/14 V 1606 zm. 28 V 1650 |
|                                                        |                                                        |                                                 |                                                 |                                                            |                                                            |  |  |                                                      |                                                      |                                                |                                                |                                                |                                                |
|                                                        |                                                        |                                                 |                                                 |                                                            |                                                            |  |  |                                                      |                                                      |                                                |                                                |                                                |                                                |
|                                                        |                                                        | Chrystian legnicki ur. 9 IV 1618 zm. 28 II 1672 | Chrystian legnicki ur. 9 IV 1618 zm. 28 II 1672 |                                                            |                                                            |  |  |                                                      |                                                      | Ludwika Anhalcka ur. 10 II 1631 zm. 25 IV 1680 | Ludwika Anhalcka ur. 10 II 1631 zm. 25 IV 1680 |                                                |                                                |
|                                                        |                                                        |                                                 |                                                 |                                                            |                                                            |  |  |                                                      |                                                      |                                                |                                                |                                                |                                                |
|                                                        |                                                        |                                                 |                                                 |                                                            |                                                            |  |  |                                                      |                                                      |                                                |                                                |                                                |                                                |
|                                                        |                                                        |                                                 |                                                 |                                                            |                                                            |  |  |                                                      |                                                      |                                                |                                                |                                                |                                                |

|                                                                                 |  | Fryderyk Schleswig-Holstein-Sonderburg-Wiesenburg ur. 2 II 1651 zm. 7 X 1724 OO 14 VII 1672 (tajny) 3 V 1673 (oficjalny) | Fryderyk Schleswig-Holstein-Sonderburg-Wiesenburg ur. 2 II 1651 zm. 7 X 1724 OO 14 VII 1672 (tajny) 3 V 1673 (oficjalny) | Karolina Piastówna ur. 2 XII 1652 zm. 24 XII 1707 | Karolina Piastówna ur. 2 XII 1652 zm. 24 XII 1707 |  |  |  |  |
|                                                                                 |  | | |                                                   |                                                   |  |  |  |  |
|                                                                                 |  | | |                                                   |                                                   |  |  |  |  |
|                                                                                 |  | | |                                                   |                                                   |  |  |  |  |
| Leopold (Schleswig-Holstein-Sonderburg-Wiesenburg) ur. 12 I 1674 zm. 4 III 1744 |  | | |                                                   |                                                   |  |  |  |  |

| 1. córka Jana Jerzego Hohenzollerna |